# Gare de Courcelles-le-Comte
Gare de Courcelles-le-Comte vasútállomás Franciaországban, Courcelles-le-Comte településen.

## Vasútvonalak
Az állomást az alábbi vasútvonalak érintik:
- Párizs-Lille-vasútvonal

## Kapcsolódó állomások
A vasútállomáshoz az alábbi állomások vannak a legközelebb:
- Gare d’Achiet
- Gare de Boisleux